# Juri Petrowitsch Ljubimow

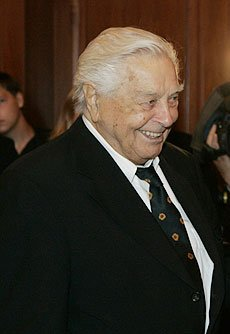
Juri Ljubimow (2007)

Juri Petrowitsch Ljubimow (russisch Юрий Петрович Любимов; oft auch gelistet als Yu. Lyubimov, * 30. September 1917 in Jaroslawl; † 5. Oktober 2014 in Moskau) war ein russischer Schauspieler und Regisseur. Er gründete das Taganka-Theater.

## Leben
Juri Petrowitsch Ljubimow wurde in Jaroslawl, einer Provinzstadt nordöstlich von Moskau, als Sohn eines Händlers und einer Lehrerin geboren. Ljubimow studierte bis 1940 im Studio des Wachtangow-Theaters, wo er bereits als Student in verschiedenen Rollen auftrat. Nach dem Ende des Zweiten Weltkriegs arbeitete er wiederum am Wachtangow-Theater. 1946 verkörperte er in der russischen Verfilmung von Robinson Crusoe den Freitag. In den fünfziger Jahren begann er, auch als Regisseur zu arbeiten. In den frühen 1960er Jahren wirkte er am Puschkin-Theater (heute Alexandrinski-Theater). 1964 wurde er Chefregisseur am Moskauer Dramen- und Komödientheater. 1965 gründete Ljubimow das Theater an der Taganka, das unter seiner Leitung Weltruhm erlangte. Ljubimow orientierte sich an der Ästhetik Bertolt Brechts und stand in der Tradition des Theaters von Wsewolod Emiljewitsch Meyerhold. Seine Theaterarbeiten zeichneten sich durch Poesie, Bildkraft, Spielfreude und Phantasie aus. Insbesondere in der Zusammenarbeit mit dem Schauspieler und Liedermacher Wladimir Semjonowitsch Wyssozki entstanden Inszenierungen, die weit über die Sowjetunion hinaus bekannt wurden. Ljubimow entdeckte Wyssozkis schauspielerisches Talent und förderte ihn, den amerikanische Journalisten den „Bob Dylan der Sowjetunion“ nannten. Wyssozki spielte unter anderem in Ljubimows legendär gewordener Hamlet-Inszenierung von 1971 die Titelrolle.
1975 inszenierte Ljubimow die Uraufführung von Al gran sole carico d’amore von Luigi Nono an der Scala in Mailand, einem Musiktheaterwerk, an dessen Libretto er mitgearbeitet hatte. Es dirigierte Claudio Abbado. 1977 brachte er Michail Bulgakows Roman Der Meister und Margarita in einer eigenen Bearbeitung auf die Bühne des Taganka-Theaters.
Nach dem Tod Wyssozkis 1980 legte sich Ljubimow mit den sowjetischen Behörden an und sorgte für eine angemessene Trauerfeier für seinen Protagonisten. 1982 wurde seine Inszenierung Boris Godunow (Mussorgski) wegen ihrer aktuellen konzeptionellen Anspielungen verboten. Im März 1984 wurde er als Chef des Theaters an der Taganka entlassen; im Juli erfolgte die Ausbürgerung. Ljubimow ging ins Ausland und inszenierte u. a. am Teatro alla Scala in Mailand, am Royal Opera House Covent Garden und an der Opéra Garnier in Paris. Ingmar Bergman holte ihn an das Königliche Dramatische Theater Stockholm. Im Jahr 1988 nahm Ljubimow die israelische Staatsbürgerschaft an. 1989, nach dem Zusammenbruch der Sowjetunion, kehrte Ljubimow ans Taganka-Theater zurück. Die Strahlkraft, die sein Theater zu Zeiten der Sowjetunion hatte, konnte es allerdings nicht wieder erreichen. Streitigkeiten zwischen Ljubimow und einem Teil des Ensembles stellten Anfang der neunziger Jahre sogar die Existenz des Theaters in Frage. Ljubimow inszenierte zunehmend auch Opern, darunter Fürst Igor am Moskauer Bolschoi-Theater und Eugen Onegin am Opernhaus Zürich. Von 1994 bis 1998 war Ljubimow Chefregisseur der Oper Bonn. Am 5. Oktober 2014 verstarb der Regisseur in einem Moskauer Krankenhaus.

## Theaterarbeiten
- Brecht: Der gute Mensch von Sezuan (1964)
- Reed/Ljubimow: Zehn Tage, die die Welt erschütterten
- Gorki: Die Mutter
- Molière: Tartüff
- Wassiljew: Im Morgengrauen ist es noch still (1972)
- Bulgakow/Ljubimow: Der Meister und Margarita
- Borodin: Prinz Igor (Oper)

## Filme
- 1946: Robinson Kruso
- 1948: Blaue Wege (Golubye dorogi)
- 1949: Die Welt soll blühen (Mitschurin)
- 1953: Lied der Heimat (Komponist Glinka)
- 1953: W.G. Belinski (Belinski)
- 1963: Kain XVIII

## Ehrungen
- Medaille „50. Jahrestag des Sieges im Großen Vaterländischen Krieg 1941–1945“
- Medaille „Sieg über Deutschland“
- Medaille „Für die Verteidigung Moskaus“
- Medaille „Für die Verteidigung Leningrads“ (1943)
- Staatspreis der UdSSR (1953)
- Orden des Roten Banners der Arbeit (1977)
- Volkskünstler Russlands (1991)
- Verdienstorden für das Vaterland 3. Klasse (1997)
- Großoffiziers des Ordens Stern der italienischen Solidarität (2002)
- Ordre des Arts et des Lettres, Komtur (2002)
- Nordstern-Orden, Kommandeur (2004)
- Verdienstorden der Republik Polen (2004)
- Bundesverdienstkreuz 1. Klasse (12. Januar 2005)[6]
- Großes Silbernes Ehrenzeichen für Verdienste um die Republik Österreich (2007)[7]
- Verdienstorden für das Vaterland 2. Klasse (2007)
- Orden der Aufgehenden Sonne 4. Klasse (2007)
- Europäischer Theaterpreis – Sonderpreis (2011)
- Verdienstorden für das Vaterland 4. Klasse (2013)

## Interviews
- Andreas Lorenz, Fritz Rumler: „Das Krokodil weint und frißt“. Der exilierte russische Regisseur und Theaterleiter Jurij Ljubimow über seine Arbeit. In: Der Spiegel. Nr. 42, 1984, S. 240–248 (online – 15. Oktober 1984).
- Ein Theater darf man nicht mit Gewalt erobern. Der Regisseur Jurij Ljubimow im Gespräch mit Roman Dolschanskij. In: Theater der Zeit, Heft 5/1999, Insert S. 25–26. Berlin 1999
- Dagmar Mammitzsch: Gespräche mit Juri Ljubimow. Theater der Zeit 4/1991 S. 4, Berlin 1991